# أسل منظاري
أسل منظاري (الاسم العلمي: Juncus spectabilis) نوع نباتي يتبع جنس الأسل وينتمي إلى الفصيلة الأسلية.